# Schmetterslohe
Schmetterslohe ist ein Gemeindeteil der Gemeinde Kirchenpingarten im Landkreis Bayreuth (Oberfranken, Bayern). Schmetterslohe liegt in der Gemarkung Lienlas.

## Geografie
Der Weiler liegt auf einem Hochplateau. Im Westen fällt das bewaldete Gelände leicht in das Tal des Goldbachs, eines rechten Zuflusses, der Haidenaab, ab. Die übrigen Flächen bestehen aus Acker- und Grünland. Eine Gemeindeverbindungsstraße führt die Staatsstraße 2177 kreuzend nach Dennhof (0,8 km nordöstlich) bzw. nach Flinsberg (1,2 km südlich).

## Geschichte
Schmetterslohe lag im Fraischbezirk des oberpfälzischen Landrichteramtes Waldeck-Kemnath. Die Grundherrschaft übte ursprünglich das Rittergut Weidenberg, Unteres Schloss und das Rittergut Weidenberg, Oberes Schloss aus, beides Markgräfliche Lehen. 1606 war dies ein Gut des Unteren Schlosses und ein Halbgut des Oberen Schlosses. 1745 wurden beide Rittergüter vom Fürstentum Bayreuth gekauft, die in der Oberpfalz liegenden Orte wurden zeitgleich an das Rittergut Reislas abgegeben. Der ehemals unterschlössische Grundbesitz bestand aus zwei Anwesen (Schustergütel, Grünerhaus mit je 1⁄12 Hoffuß) und einem Inwohner, der oberschlössische Grundbesitz aus zwei Anwesen (Weihergütel mit 9⁄32 Hoffuß, Ausnahmehäusel mit 1⁄32 Hoffuß) und einem Inwohner.
Mit dem Gemeindeedikt wurde Schmetterslohe dem 1808 gebildeten Steuerdistrikt Fuchsendorf und der 1818 gebildeten Ruralgemeinde Lienlas zugewiesen. In der freiwilligen Gerichtsbarkeit unterstand der Ort dem Patrimonialgericht Reislas. Am 1. Januar 1972 wurde Schmetterslohe nach Kirchenpingarten eingemeindet.

### Einwohnerentwicklung
| Jahr      | 001818 | 001824 | 001861 | 001871 | 001885 | 001900 | 001925 | 001950 | 001961 | 001970 | 001987 |
| Einwohner | 20     | 23     | 23     | 18     | 23     | 20     | 23     | 19     | 20     | 19     | 21     |
| Häuser    |        | 4      |        |        | 4      | 4      | 4      | 4      | 4      |        | 4      |
| Quelle    | [ 11 ] | [ 8 ]  | [ 12 ] | [ 13 ] | [ 14 ] | [ 15 ] | [ 16 ] | [ 17 ] | [ 18 ] | [ 19 ] | [ 1 ]  |

## Religion
Schmetterslohe ist römisch-katholisch geprägt und nach St. Jakobus der Ältere (Kirchenpingarten) gepfarrt. Im Ortsbereich gibt es zwei Marterln.